# سونو والیا
سونو والیا (به انگلیسی: Sonu Walia) (زاده ۱۹ فوریه ۱۹۶۴) بازیگر هندی است.
از کارهای معروف او می‌توان به بازی در فیلم خون روی پیشانی، فرمانده و وحشت اشاره کرد.